# Giacomo Benevelli
Giacomo Benevelli (Reggio Emilia, 3 marzo 1925 – Pavia, 13 giugno 2011) è stato uno scultore italiano.
Esponente di rilievo della scultura astratta contemporanea italiana ed europea. 

## Biografia
Nasce da una famiglia patrizia di Modena di origine francese, ed è nipote del pittore Anselmo Govi (1893-1953). Inizia gli studi in Francia ma, finita la guerra, si trasferisce a Roma dove si diploma al Liceo Artistico dell'Accademia di Belle Arti. Nel 1950 si trasferisce a Milano dove si diploma in Scenografia all'Accademia di Belle Arti di Brera: qui diverrà successivamente assistente del pittore Mauro Reggiani e professore di figura e ornato modellato (1958). Sempre nei primi anni cinquanta inizia a frequentare lo studio milanese dello scultore Cesare Poli, titolare della cattedra di scultura a Brera e suo maestro, ne diviene assistente. Sente crescere l'interesse verso la scultura, abbandona la scenografia per dedicarsi esclusivamente all'arte modellata. Grazie alla frequentazione di Poli, conosce e frequenta artisti di grande rilievo come Oskar Kokoschka e Jean Arp dai quali riceve stimoli essenziali per la sua formazione. Nel 1957 esordisce sulla scena artistica vincendo il premio Sabena a Bruxelles con una scultura raffigurante il mito di Icaro.
La sua prima mostra personale è del 1959 presso la galleria Pater a Milano dove presenta un gruppo di sculture intitolato Fantocci. Il catalogo sarà curato da Giorgio Kaisserlian.
Una sua scultura dal titolo Teleios è collocata in Piazzale Loreto a Milano; sue opere sono conservate in collezioni pubbliche e private tra cui British Museum, Londra; Museo Reale, Anversa; Collezione della Banca d'Italia; Collezione d'arte della città di Milano; 

## Pubblicazioni
- Giorgio Kaisserlian "Benevelli Bodini Cassani Marchese - giovane scultura milanese" 1960